# Ubungo (Kraftwerk)
Ubungo ist ein kalorisches Kraftwerk in Daressalam in Tansania, das aus den zwei Einheiten Ubungo I und Ubungo II besteht.

## Geschichte

### Ubungo I
Wegen der Dürre von 2003 bis 2005 sanken die Wasserstände der Flüsse und die Stromerzeugung aus den Wasserkraftwerken ging zurück. Tanesco erhielt von der Regierung den Auftrag, die Lücke in der Stromversorgung zu schließen und beauftragte die deutsche Firma Lahmeyer International mit den Planungsarbeiten. Die finnische Firma Wärtsilä errichtete das Kraftwerk Ubungo I. Die 12 Turbinen mit je 8,73 MW nahmen 2008 den Betrieb auf.
Im Jahr 2019 wurden 4 Turbinen LM6000PA auf 4 LM6000PC hochgerüstet.

### Ubungo II
Ubungo II wurde in den Jahren 2011 bis 2012  von der norwegischen Firma Jacobsen Electro neben Ubungu I errichtet. Im Jahr 2016 erfolgte eine Hochrüstung von zwei der drei Gasturbinen von 35 auf 43 MW.

## Standort
Die Kraftwerke stehen in Ubungo, einem Stadt-Distrikt der Region Daressalam an der Kreuzung der Morogoro Road, mit der Nelson Mandela Road, rund 10 Kilometer westlich des Stadtzentrums von Daressalam.

## Technik
- Versorgung: Für Ubungo I wird das Gas durch eine 25 Kilometer lange 12-Zoll-Gasleitung vom Gasfeld bei der Insel Songo Songo an das Festland nach Somanga Funga und von dort durch eine 16-Zoll-Leitung 200 Kilometer nach Norden zum Kraftwerk geleitet.[6] Da es zwischen 2012 und 2014 zu Engpässen kam, bei denen das Kraftwerk mit teurerem Öl betrieben wurde, wird seither Ubungo mit Gas von Mtwara versorgt.[7]
- Ubungo I besteht aus 4 Turbinen LM6000PC mit je 37,5 MW von General Electric.[8][2]
- Ubungo II besteht aus 1 × 35 und 2 × 43 MW Turbinen SGT-800LM6000 von Siemens.[8][4]